# Bibliotheca Amploniana

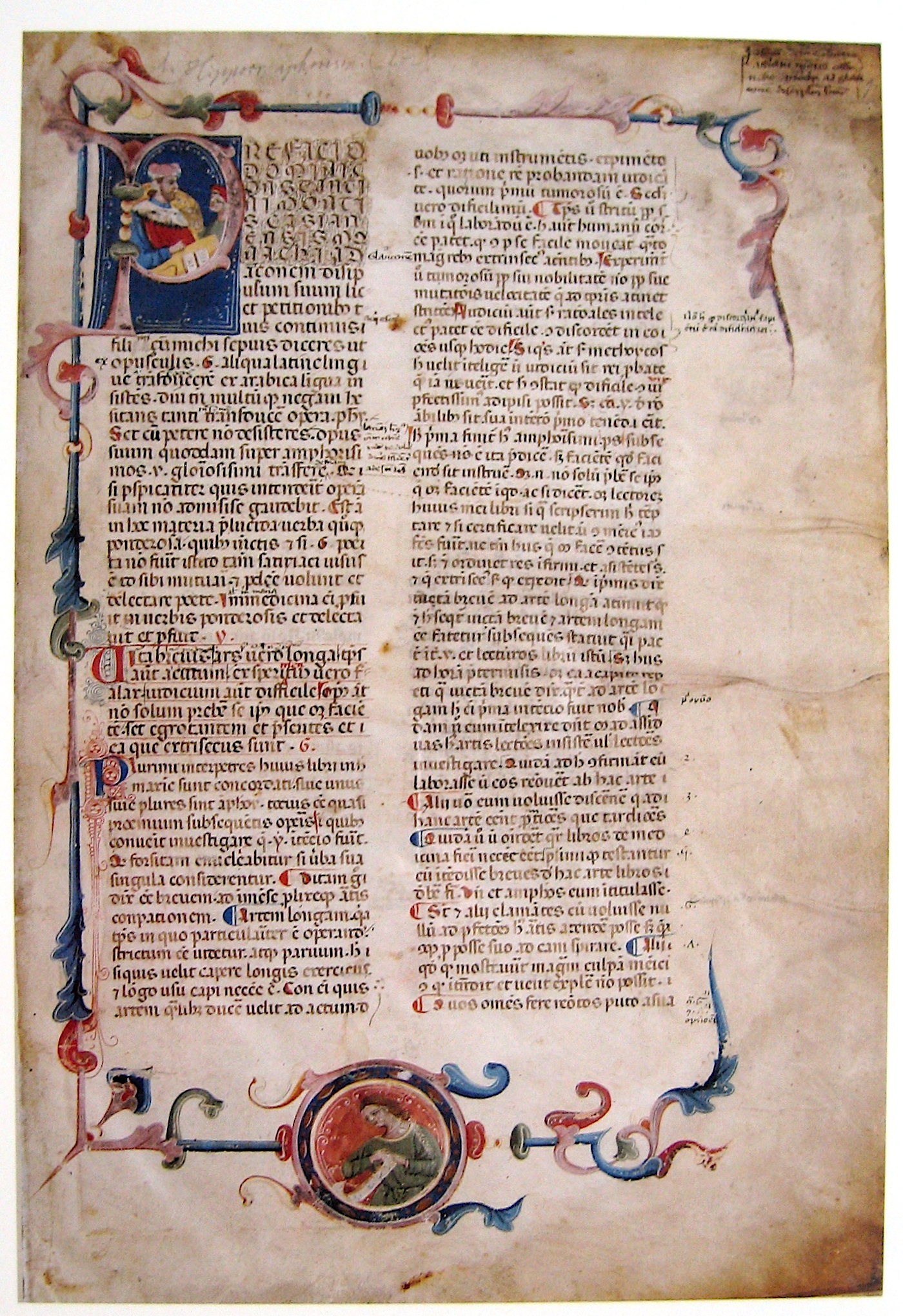
Aus der Amploniana: Blatt einer Handschrift des Hippokrates mit Kommentar von Galen in der Übersetzung des Constantinus Africanus; entstanden vermutlich in Italien um 1350

Die Bibliotheca Amploniana ist die größte heute beinahe geschlossen erhaltene Handschriftensammlung eines spätmittelalterlichen Gelehrten weltweit und zählt zu den bedeutendsten Handschriftensammlungen Deutschlands.
Der Arzt, Gelehrte und zweite Rektor der alten Universität Erfurt, Amplonius Rating de Berka, hatte diese Bibliothek zusammengetragen. Er hatte um 1410 eigenhändig einen nach Fachgruppen geordneten Katalog angelegt, der bis heute der wichtigste Wegweiser durch die Schriften ist. Diese werden auch heute noch z. B. für die medizinhistorische oder die theologische Forschung genutzt und sind immer für neue Entdeckungen gut. Im Jahre 1412 übergab er seine Sammlung von 633 Bänden, von denen heute noch etwa 430 in Erfurt vorhanden sind, an das von ihm zur Versorgung und Förderung von Studenten an der Universität Erfurt gestiftete „Collegium Porta Coeli“. Durch Zustiftungen der Stipendiaten des Collegiums wuchs einerseits der Bestand an Handschriften fast auf das Doppelte an, andererseits gingen im Laufe der Jahrhunderte zahlreiche Codices verloren oder gelangten auf unterschiedlichsten Wegen in anderes Eigentum.
Im Jahre 1509 nutzte Martin Luther die Erfurter Bibliotheca Amploniana zum Studium der Theologie. Luther musste das darin befindliche grundlegende Werk mittelalterlicher Theologie, die Sentenzen des Petrus Lombardus, erläutern. Für seine Leistungen wurde er von der Erfurter Universität zum baccalaureus sententiarius, Doktor der Theologie, ernannt.
Heute enthält die Bibliotheca Amploniana insgesamt 979 Handschriftenbände sowie zahlreiche Inkunabeln und Drucke. Zahlenmäßig und inhaltlich ragen aus diesem Bestand die theologischen, philosophischen und medizinischen Handschriften heraus, jedoch finden sich auch zahlreiche Codices zu Grammatik, Rhetorik, Dichtkunst und klassischen Autoren sowie zu Zivil- und Kirchenrecht oder der Mathematik.
Amplonius schützte seine Bücherstiftung durch verschiedene Rechtskonstruktionen, die über viele Jahrhunderte hinweg sowohl die Stadt als auch die Universität Erfurt daran hinderten, die Bestände in Besitz zu nehmen. Nach der Schließung der alten Erfurter Universität und der faktischen Auflösung des Collegiums im 19. Jahrhundert gelangte die Amploniana in die Königlich Preußische Bibliothek Erfurt, die 1908 von der Stadt Erfurt angekauft wurde.
Nach dem Zweiten Weltkrieg hat die Leiterin der Wissenschaftlichen Bibliothek, Elfriede Trott, die Amploniana vor dem Zugriff der sowjetischen Besatzungsmacht retten können.
Im Dezember 2001 wurde die Bibliotheca Amploniana als Dauerleihgabe an die wiedergegründete Universität Erfurt übergeben, wo sie in der Universitätsbibliothek Erfurt betreut und wissenschaftlich erschlossen wird. Im Stadtmuseum Erfurt wird seit 2012 jeweils ein Exemplar in der Dauerausstellung präsentiert. 